# Gevolmachtigd minister van de Nederlandse Antillen
De gevolmachtigd minister van de Nederlandse Antillen was van 1954 tot 2010 de vertegenwoordiger van de Nederlandse Antillen in de Rijksministerraad van het Koninkrijk der Nederlanden.
De functie van gevolmachtigd minister van de Nederlandse Antillen bestond sinds 1954 toen de verhoudingen binnen het Koninkrijk werden geregeld in het Statuut voor het Koninkrijk der Nederlanden. Voor 1954 werden de Nederlandse Antillen vertegenwoordigd door een algemeen vertegenwoordiger.
Na de invoering van de status aparte voor Aruba in 1986 werd Aruba vertegenwoordigd door een eigen gevolmachtigd minister.
De gevolmachtigd minister van de Nederlandse Antillen zetelde in het Antillenhuis in Den Haag.
De functie verviel toen op 10 oktober 2010 de Nederlandse Antillen als land binnen het Koninkrijk werd opgeheven. In plaats daarvan werden twee nieuwe functies ingesteld: gevolmachtigd minister van Curaçao en gevolmachtigd minister van Sint Maarten. De overige Nederlands-Antilliaanse eilanden werden op dat moment een deel van Nederland.